# New York Film Critics Circle Awards 1972
La 38ª edizione della cerimonia dei New York Film Critics Circle Awards si è tenuta il 3 gennaio 1973 ed ha premiato i migliori film usciti nel corso del 1972.

## Vincitori e candidati

### Miglior film
- Sussurri e grida (Viskningar och rop), regia di Ingmar Bergman
- Il padrino (The Godfather), regia di Francis Ford Coppola
- Karl e Kristina (Utvandrarna), regia di Jan Troell

### Miglior regista
- Ingmar Bergman - Sussurri e grida (Viskningar och rop)
- Francis Ford Coppola - Il padrino
- Luis Buñuel - Il fascino discreto della borghesia (Le charme discret de la bourgeoisie)

### Miglior attore protagonista
- Laurence Olivier - Gli insospettabili (Sleuth)
- Marlon Brando - Il padrino
- James Mason - Spirale d'odio (Child's Play)

### Miglior attrice protagonista
- Liv Ullmann - Sussurri e grida (Viskningar och rop) e Karl e Kristina (Utvandrarna)
- Cicely Tyson - Sounder
- Harriet Andersson - Sussurri e grida (Viskningar och rop)
- Janet Suzman - A Day in the Death of Joe Egg

### Miglior attore non protagonista
- Robert Duvall - Il padrino
- Eddie Albert - Il rompicuori (The Heartbreak Kid)
- Robert Shaw - Gli anni dell'avventura (Young Winston)

### Miglior attrice non protagonista
- Jeannie Berlin - Il rompicuori (The Heartbreak Kid)
- Susan Tyrrell - Città amara - Fat City (Fat City)
- Ida Lupino - L'ultimo buscadero (Junior Bonner)

### Miglior sceneggiatura
- Ingmar Bergman - Sussurri e grida (Viskningar och rop)
- Luis Buñuel e Jean-Claude Carrière - Il fascino discreto della borghesia (Le charme discret de la bourgeoisie)

### Menzione speciale
- Le chagrin e la pitié, regia di Marcel Ophüls